# Julius Pohl
Julius Heinrich Pohl (1. listopadu 1861 Praha – 27. září 1942 Hamburk) byl farmakolog a biochemik. V letech 1897 až 1911 byl profesorem farmakologie na německé univerzitě v Praze a poté až do roku 1928 profesorem farmakologie na univerzitě ve Vratislavi.

## Život
Julius Pohl se narodil v Praze v roce 1861 a vystudoval střední školu ve svém rodišti a v letech 1879 až 1883 studoval medicínu na německé univerzitě v Praze. Doktorát získal v listopadu 1884 a poté se stal asistentem Franze Hofmeistera na univerzitním farmakologickém ústavu. V březnu 1892 se habilitoval pro předmět experimentální farmakologie, o tři roky později byl jmenován docentem.
Poté, co Hofmeister odešel na univerzitu ve Štrasburku, byl Julius Pohl v lednu 1897 jmenován jeho nástupcem jako řádný profesor. V zimním semestru roku 1911 se přestěhoval na univerzitu ve Vratislavi, kde vystřídal Wilhelma Filehneho jako profesor farmakologie a působil zde až do svého odchodu do důchodu v roce 1928. Strávil svůj důchod ve Wandsbek u Hamburku a zemřel v Hamburk-Eimsbüttel v roce 1942.

## Vědecká práce
Julius Pohl publikoval kolem 50 vědeckých publikací a zabýval se mimo jiné odbouráváním a vylučováním metanolu, etanolu a léčiv, což z něj činí spoluzakladatele farmakokinetiky. V dalších studiích, jejichž výsledky byly důležité pro lipidovou teorii anestezie později postulované Hansem Horstem Meyerem a Ernestem Overtonem, se věnoval distribuci a metabolismu chloroformu. Zabýval se také výzkumem purinového metabolismu a bílkovinné rovnováhy organismu, zejména katabolickými reakcemi při nemocech a také detoxikací minerálních a organických kyselin.

## Dílo (výběr)
- Toxikologie: Ein Lehrbuch für Ärzte, Medizinalbeamte und Medizinstudierende. Berlin und Wien 1929 (jako spoluautor)
- Das Arbeiten mit Körpereiweiß. In: Emil Abderhalden: Handbuch der biologischen Arbeitsmethoden. Berlin und Wien 1922, S. 585–595